# Långasjö socken
Långasjö socken i Småland ingick i Konga härad i Värend i Kronobergs län, ingår sedan 1971 i Emmaboda kommun i Kalmar län och motsvarar från 2016 Långasjö distrikt.
Socknens areal är 143,4 kvadratkilometer, varav land 129,95. År 2000 fanns här 915 invånare. Tätorten Långasjö med sockenkyrkan Långasjö kyrka ligger i socknen. 

## Administrativ historik
Långasjö socken har medeltida ursprung.
Vid kommunreformen 1862 övergick socknens ansvar för de kyrkliga frågorna till Långasjö församling och för de borgerliga frågorna till Långasjö landskommun.  Denna senare inkorporerades 1952 i Älmeboda landskommun. Denna del kom sedan 1971 att uppgå i Emmaboda kommun. Området överfördes 1971 från Kronobergs län till Kalmar län.
1 januari 2016 inrättades distriktet Långasjö, med samma omfattning som församlingen hade 1999/2000.
Socknen tillhört samma fögderier och domsagor som Konga härad fram till 1971, därefter som socknarna i Nybro kommun i Södra Möre härad.

## Geografi
Långasjö socken ligger i sydvästra delen av Kalmar län vid gränsen mot Blekinge. Området består av skogsbygd med mossar och sjöar som sjön Löften i norr. Riksväg 25 löper i ostvästlig riktning genom socknen.

## Fornminnen
Ett par rösen och två hällkistor från bronsåldern är kända.

## Namnet
Namnet (1341 Langasiö), taget från kyrkbyn, syftar på sjön som numera heter Långasjösjön.

### Fotnoter
1. 1 2 3  Svensk Uppslagsbok andra upplagan 1947–1955: Långasjö socken
2. 1 2  Harlén, Hans; Harlén Eivy (2003). Sverige från A till Ö: geografisk-historisk uppslagsbok. Stockholm: Kommentus. Libris 9337075. ISBN 91-7345-139-8
3. ↑  Administrativ historik för Långasjö socken (Klicka på församlingsposten). Källa: Nationella arkivdatabasen, Riksarkivet.
4. 1 2 3  Nationalencyklopedin
5. ↑  Sjögren, Otto (1931). Sverige geografisk beskrivning del 2 Östergötlands, Jönköpings, Kronobergs, Kalmar och Gotlands län. Stockholm: Wahlström & Widstrand. Libris 9939
6. ↑  Fornlämningar, Statens historiska museum: Långasjö socken
7. ↑  Fornminnesregistret, Riksantikvarieämbetet: Långasjö socken Fornminnen i socknen erhålls på kartan genom att skriva in sockennamn (utan "socken") i "Ange geografiskt område"